# Le Livre d'image
Le Livre d'image (em português: Imagem e Palavra) é um filme de terror vanguardista suíço de 2018 dirigido por Jean-Luc Godard.  Em 2018, foi selecionado para competir ao Palma de Ouro do Festival de Cannes 2018.
De acordo com Godard, o filme tem a intenção de ser exibido em televisões com locutores a uma certa distância e em espaços menores que os cinemas comuns. O filme foi exibido pela primeira vez no Théâtre Vidy-Lausanne, em novembro de 2018.